# Gyrogonit
Gyrogonit – zwapniała lęgnia (łac. oogonium) ramienic (Charales). Znaczenie gyrogonitów wypływa z ich wysokiego potencjału fosylizacyjnego: większość zapisu kopalnego ramienic to gyrogonity.

## Opis i metody badań
Gyrogonity są zwapniałymi owocowaniami ramienicowych. U współczesnych ramienic są wytwarzane w rodzaju ramienica Chara, natomiast nie ma ich w rodzaju krynicznik (Nitella; innymi słowy, lęgnia nie ulega kalcyfikacji). 
Gyrogonity są intensywnie badane przez paleontologów, natomiast w badaniach neontologicznych (nad roślinami współczesnymi) są nierzadko niszczone (rozpuszczane w kwasie) celem wydobycia znajdujących się wewnątrz oospor.

## Zapis kopalny
Najstarsze gyrogonity znane są z górnego syluru (ok. 425 mln lat temu). Mają istotne znaczenie stratygraficzne.
W Polsce znane są między innymi z triasu. Polskie paleobotaniczki Jadwiga Karczewska i Maria Ziembińska-Tworzydło opracowały gyrogonity z kredowej formacji Nemegt z Mongolii, znanej również z licznych znalezisk dinozaurów.